# Elektronischer Skip-Schutz
Ein elektronischer Skip-Schutz (englisch Electronic Skip Protection, ESP) ist eine Funktion eines tragbaren Musikwiedergabegerätes. 

## Funktionsweise
Mit Hilfe dieser Funktion kann z. B. ein CD-Player trotz mechanischer Erschütterungen unterbrechungsfrei Musik wiedergeben. Wiedergabegeräte mit ESP verfügen über einen elektronischen Speicher, der die Musik zwischenspeichert. Durch den Speicher werden der Inhalt der abgespielten Datei sowie die Lasergeschwindigkeit ausgeglichen. Die Musik wird somit ohne Unterbrechungen oder Sprünge wiedergegeben.